# Análise de Fourier
A análise de Fourier, também conhecida como análise harmônica clássica, é a teoria das séries de Fourier e transformadas de Fourier. Sua origem é datada no século XVIII, é denominada em memória do matemático Jean-Baptiste Joseph Fourier, que em 1822 investigou as séries em seu trabalho sobre a teoria analítica do calor. Fourier deteve profunda referenciação da comunidade científica-tecnológica devido suas vastas descobertas na matemática. A análise de Fourier é um dos tópicos mais influentes na área da ciência, sendo de suma importância para diversos cálculos em química, física, matemática e engenharia, assim como em novas áreas de conhecimento surgidas nos últimos 15 anos e que tem recebido vários nomes (teoria de comunicação, sinais e sistemas, DSP-Digital Signal Processing e muito mais).
"A Matemática parece ser uma faculdade da mente humana destinada a ser suplementar a brevidade da vida e a imperfeição dos sentidos"

Joseph Fourier

## Aplicações
A análise de Fourrier tem diversas aplicações científicas - na física, equações diferenciais parciais, teoria dos números, combinatórias, processamento de sinais, processamento digital de imagens, teoria das probabilidades, estatística, ciência forense, teoria do preço, criptografia, análise numérica, acústica, oceanografia, sonares, ótica, difração, geometria, análise de estrutura de proteínas e outras áreas.
Esta ampla aplicabilidade se deve as diversas propriedades úteis das suas transformadas:
- As transformadas são operadores lineares e, com a normalização apropriada, são unitários também (a propriedade é conhecida como Teorema de Parseval ou, genericamente, como o Teorema de Plancherel, e ainda mais genericamente pela Dualidade de Pontryagin).

## Classificação
Há quatro representações de Fourier distintas, cada uma aplicável a uma classe de sinais. Essa divisão é feita a partir da distinção do sinal: periódico ou não-periódico. Quando à natureza das variáveis do tempo: contínuo (Série de Fourier) ou discreto (Série de Fourier a Tempos Discretos). Já os sinais não periódicos são representados por Integrais de Fourier, que podem ser de tempo contínuo ou discreto.

## Estudo
Nessa área da ciência há novas nomenclaturas para palavras usuais. Os sons e as imagens transmitidas são chamados de sinais e todos os processos envolvidos na transmissão e recepção são os sistemas. O sinal é uma função matemática de uma ou mais variáveis à qual está veiculado uma informação sobre a natureza de uma fenômeno físico, podendo estar na forma de voltagem ou corrente elétrica, onde a variável independente é o tempo (caso mais simples).

## Interpretação em termos de tempo e frequência
No processamento de sinal, a transformação de Fourier geralmente leva uma série temporal ou uma função de tempo contínuo e mapeia-a em um espectro de frequência. Ou seja, leva uma função do domínio do tempo para o domínio de frequência; é uma decomposição de uma função em sinusóides de diferentes frequências; no caso de uma série de Fourier ou transformada discreta de Fourier, os sinusóides são harmônicos da frequência fundamental da função que está sendo analisada.
Quando a função f é uma função do tempo e representa um sinal físico, a transformação tem uma interpretação padrão como o espectro de frequência do sinal.A magnitude da função de valor complexo resultante F na frequência ω representa a amplitude de um componente de frequência cuja fase inicial é dada pela fase de F.
As transformadas de Fourier não se limitam às funções do tempo e às frequências temporais. Eles podem ser aplicados igualmente para analisar frequências espaciais e, de fato, para praticamente qualquer domínio de função. Isso justifica seu uso em diversos ramos, como processamento de imagem, condução térmica e automação.